# انفجار معمل سماد في ويست
انفجار معمل سماد في ويست هو انفجار في منشأة ويست فرتلايزر كمباني في ويست، تكساس وقع في 17 أبريل 2013 مع 7:50 مساء حسب توقيت وسط الولايات المتحدة (00:50 بالتوقيت العالمي المنسق). وقتل الانفجار قرابة 15 شخصا من بينهم اطفائيون متطوعون وجرح أكثر من 160 آخرين. وقال المركز الجيولوجي الأمريكي إلى أن قوة الانفجار عادلت هزة أرضية بقوة 2.1 على مقياس ريختر مع الأخذ بعين الحسبان أن الانفجار وقع فوق سطح الأرض.

## الحادثة
قال محافظ الولاية تومي موسكا: «الأمر كان أشبه بانفجار قنبلة نووية، حيث صعدت إلى السماء سحابة على شكل فطر عملاق،» وأضاف أن «هناك العديد من الأشخاص الذين أصيبوا، وهناك العديد من الأشخاص الذين لن يكونوا هنا غدا.»